# Poliorcética
Poliorcética, do grego poliorketikos, são as técnicas para atacar uma praça cercada ou as técnicas para defendê-las (chamada de antipoliorcética).
O termo é utilizado na arquitetura militar como a arte de construir e aplicar máquinas bélicas para bater muros e expurgar fortalezas.
Na Antiguidade, Demétrio, filho de Antígono Monoftalmo, foi um dos que mais se destacaram nessa arte, recebendo, por isso, o cognome de Poliorceto. Ele inventou uma máquina de guerra chamada Helépolis, com a qual tomou Rodes e outras cidades.

## Autores antigos
Houve vários livros antigos escritos sobre o assunto.
Júlio Lipsio escreveu o livro Poliorceticon, título tomado do grego Expoliorcheein, que quer dizer tomar de assalto.
Enéas, o Tático, escreveu um livro também chamado Poliorketica, mas que era um tratado de como resistir a um cerco. O livro alterna momentos em que ele é sério, informativo, sinistro, inovativo, psicológico, surpreendente, excêntrico, exótico e eventualmente hilário. Em um cenário onde poucas centenas — no máximo, alguns milhares — de soldados devem defender-se de um inimigo agressivo, nada além da sobrevivência tem valor. Enéas, além de ter que lutar contra o inimigo fora das muralhas, ainda tem que se preocupar com traidores do lado de dentro, utilizando recursos modestos em tropas e equipamento.
Outros que escreveram textos sobre poliorcética foram Ateneu Mecânico, Biton, Herão de Alexandria, Filo de Bizâncio e Apolodoro de Damasco; vários desses textos foram usados como fonte por Herão de Bizâncio para compor o texto Parangelmata Poliorcetica (Instruções para a Guerra de Cerco).